# Frederica (Delaware)
Frederica je gradić u američkoj saveznoj državi Delaware. Prema popisu stanovništva iz 2010. u njemu je živjelo 774 stanovnika.